# 齋藤愛美
斎藤 愛美（さいとう あみ、1999年8月26日 - ）は、日本の陸上競技選手である。東京オリンピック陸上日本代表。

## 経歴
高梁市立高梁中学校、岡山県立倉敷中央高等学校、大阪成蹊大学経営学部スポーツマネジメント学科に学ぶ。大学ではスポーツマネジメント学を専攻した。
2016年、高校2年生ながら日本選手権200mでU20日本新記録を樹立し準優勝。400mリレーの日本代表になりリオデジャネイロオリンピック出場を目指したが、出場を逃した。
同年、地元開催の全国高校総体で100m、200m、400mリレーの三冠王に輝く。三冠王は2005年の髙橋萌木子以来の快挙だった。
2021年5月、ポーランド・シレジアであったシレジア2021世界リレーに日本代表として出場し、日本のオリンピック出場権獲得に貢献。
2021年7月2日、東京オリンピック代表内定（女子400mリレー）が発表された。
東京オリンピック女子400mリレー予選で日本代表チームの3走を務めた。日本は予選落ちした。
瀧谷賢司、金丸祐三、金丸速香からコーチングを受けている。
2023年10月、2023年シーズン限りでの現役引退を表明。